# قصر الزاوية
قصر الزاوية هو قصر صغير يقع في الجنوب الشرقي للمغرب على بعد 80 كلمتر من الراشيدية.
معضم سكانه من نفس السلالة المرابطية من الادارسة.تنحدر منه عدة قصور وكلها تنتمي الي مشيخة المرابطين.يلعب دور هام في تاريخ المنطقة بحكم التأثير والتأثر.

## أصل التسمية
انتسبت الزاوية الي الزاوية الواقعة بها وهي زاوية سيدي أحمد الهواري أحد أحفاد سيدي الهواري الوهراني حيث ان هذا الحفيد اهدية له ارض ليقيم فيها زاوية من قبل قصر ايت معمر القديم الذين كانو في صراع دائم مع قصر تيغفرت لان الحفيد من ال البيت استبرك به الناس.

## أهل الزاوية
هم أناس طبيعيون بسطاء هناك من يمارس الفلاحة ومنهم 
من يمارس حرفة الخزف والكثير الآخر سافر خارجها للبحث عن عمل لسد رمق العيش، وتوفير متطلبات الحياة، ذو بشرة سمراء الاغلبية منهم يتحدثون بالنون، وتجمعهم روابط المصاهرة منخرطون في العمل الجمعوي بشكل كبير تجمعهم قضايا مشتركة مع كل هذا الا ان نسبة الامية مرتفعة. مما جعلهم يشجعون ابناءهم على الدراسة وتحصيل العلوم.

## الطبيعة
تظهر طبيعة قصر الزاوية في كونه ارضا خصبة صالحة لزراعة ويحتوي على عدد من الاشحار اكثرها النخيل ولكونه يقع بين وادين موسميين.

## المشاكل البيئية

### التلوث
تعاني الزاوية ككل مناطق فركلة من معضلة النفايات خاصة بجوار الأودية وفي الأبارالمهجورة وهذا ما يهدد بتلويث تربة المنطقة خاصة أن السكان يعتبرون أن رميهم الأزبال بجوار الوديان يخلصهم منها عندما يأتي الواد، وهذا فكر خطير وخطير جدا، فهذه الأزبال التي ترمى عشوائيا قصد التخلص منها فبالعكس هذا ساهم في توزيعها في كل المنطقة عن طريق الواد وهذا ما يساعد على تلويث تربة المنطقة.

### تراجع الغطاء النباتي
يمكن اعتبارشح التشاقطات وقلة الموارد المائية والجفاف من بين أسباب التصحر حيث يؤدي إلى ضعف الغطاء النباتي على ذلك الرياح الشديدة مما يؤدي إلى التعرية الريحية للتربة الضعيفة إضافة إلى انبساط المنطقة، كل هذا يؤدي إلى ظهور ظاهرة بدأ يتفاقم خطرها وهي ظاهرة زحف الرمال، خاصة من جهة واد تنكرفا.
في جين ان السكان يقمون بقطع الاشجار ولا يغرسون بقد ما يقطعون هذا وغزو مرض البيوض للنخيل جعل الامر يسوء يوما بعد يوم

## معرض صور

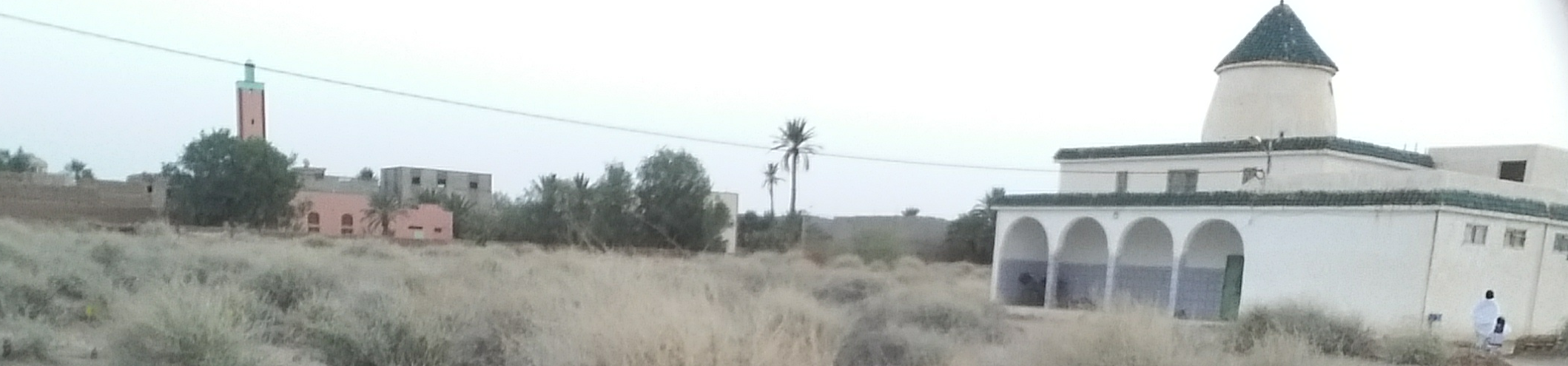
قصر الزاوية
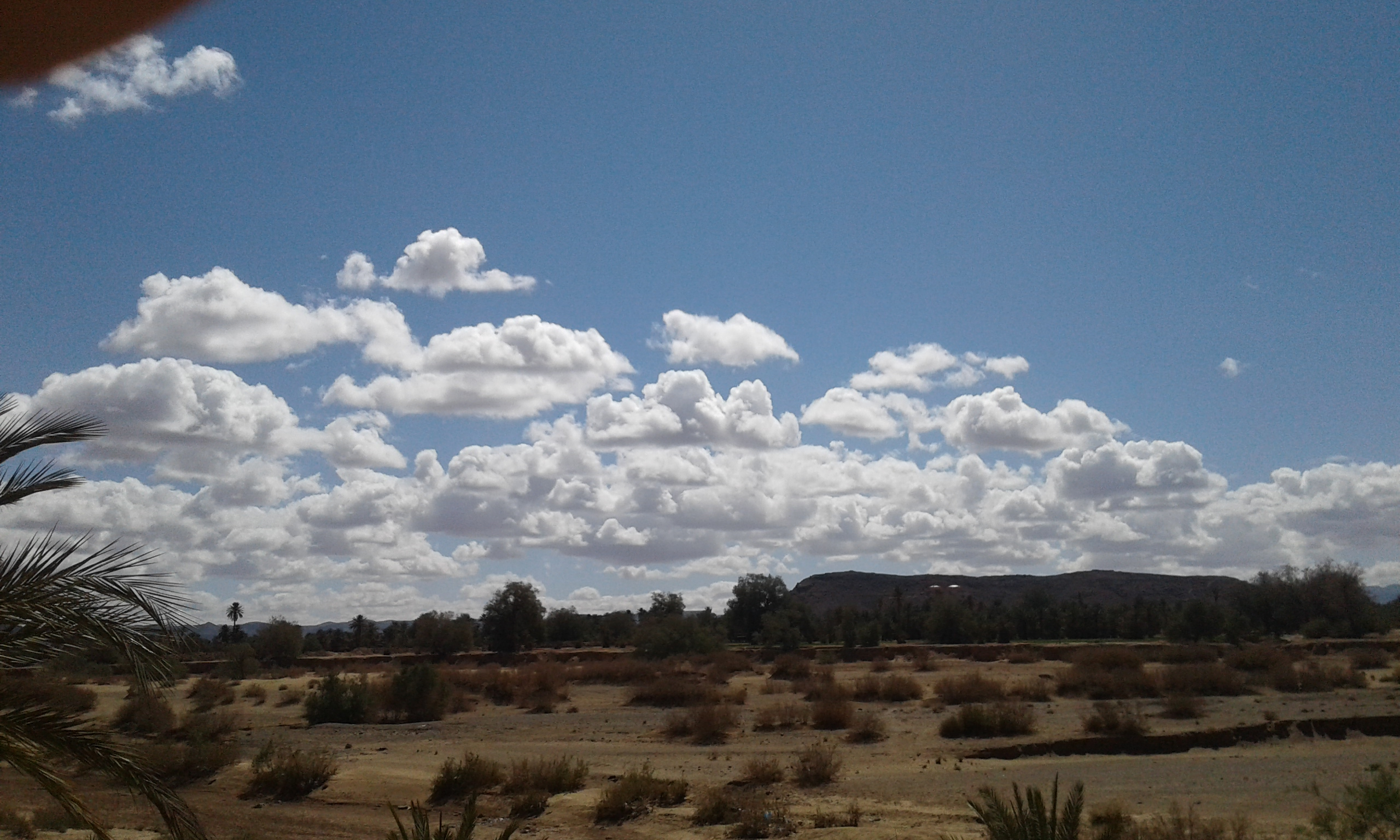
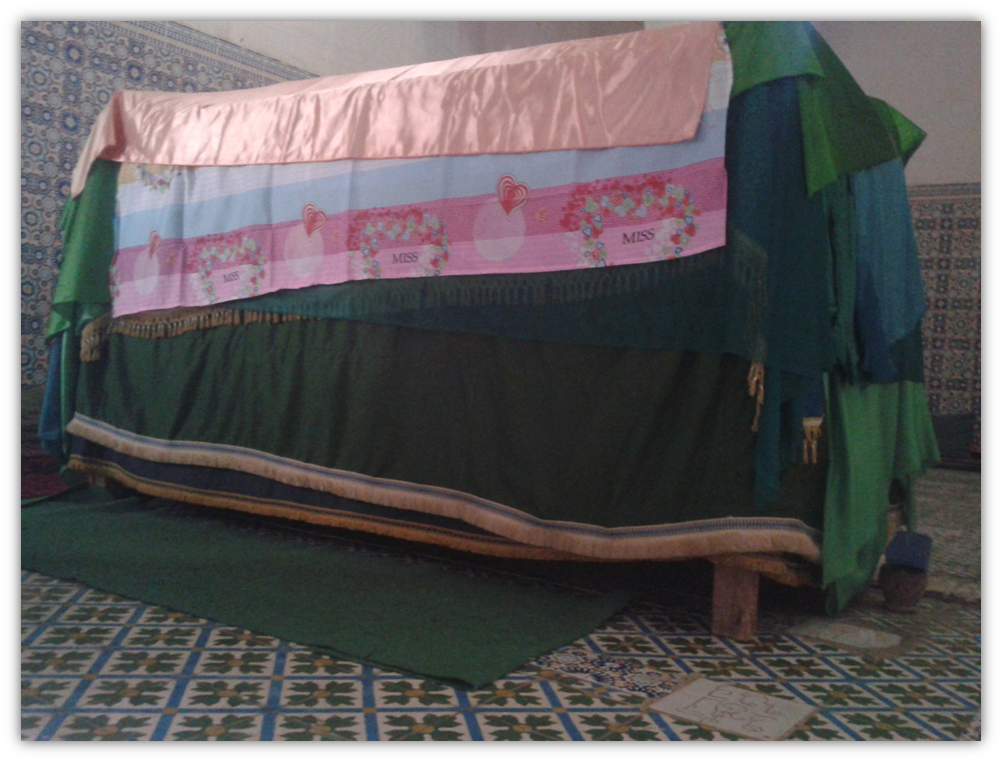
ضريح سيدي أحمد الهواري
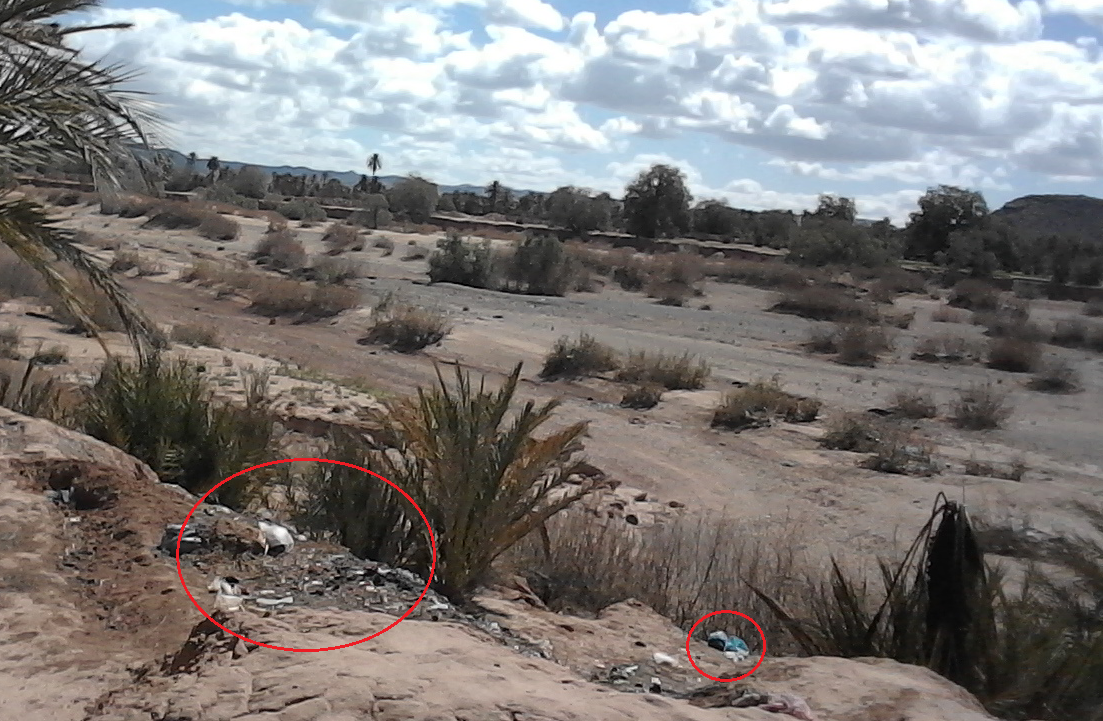
نفايات بجانب الواد في قصر الزاوية